# 伊従啓太郎
伊従 啓太郎（いより けいたろう、1999年7月2日 - ）は神奈川県出身のサッカー選手。JFL・ヴィアティン三重所属。ポジションはDF。

## 来歴
小学校-高校まで川崎フロンターレのアカデミーに在籍。U-18チームでは早坂勇希、デューク・カルロス、宮代大聖、山田新、宮城天、大曽根広汰らとチームメイトだった。しかしトップチームに昇格することはできず、仙台大学に進学。2021年12月、2022年シーズンからのカマタマーレ讃岐加入内定が発表された。
2022年よりカマタマーレ讃岐に正式加入。3月20日、J3リーグ第2節のガイナーレ鳥取戦でスタメン出場しJリーグデビュー。16試合出場したが、2023年はリーグ戦の出場は無く（天皇杯の1試合のみ）、この年で契約満了となった。同年12月12日に開催されたJリーグ合同トライアウトに出場。
2024年、ヴィアティン三重に移籍。

## 所属クラブ
- FC中原（川崎市立西丸子小学校）
- 川崎フロンターレU-12（川崎市立西丸子小学校）
- 2012年 - 2014年 川崎フロンターレU-15（川崎市立中原中学校）
- 2015年 - 2017年 川崎フロンターレU-18（神奈川県立住吉高等学校）
- 2018年 - 2021年 仙台大学サッカー部
- 2022年 - 2023年  カマタマーレ讃岐
- 2024年 -  ヴィアティン三重

## 個人成績
| 国内大会個人成績 | 国内大会個人成績 | 国内大会個人成績 | 国内大会個人成績 | 国内大会個人成績 | 国内大会個人成績 | 国内大会個人成績 | 国内大会個人成績 | 国内大会個人成績 | 国内大会個人成績 | 国内大会個人成績 | 国内大会個人成績 |
| 年度             | クラブ           | 背番号           | リーグ           | リーグ戦         | リーグ戦         | リーグ杯         | リーグ杯         | オープン杯       | オープン杯       | 期間通算         | 期間通算         |
| 年度             | クラブ           | 背番号           | リーグ           | 出場             | 得点             | 出場             | 得点             | 出場             | 得点             | 出場             | 得点             |
| 日本             | 日本             | 日本             | 日本             | リーグ戦         | リーグ戦         | リーグ杯         | リーグ杯         | 天皇杯           | 天皇杯           | 期間通算         | 期間通算         |
| ---------------- | ---------------- | ---------------- | ---------------- | ---------------- | ---------------- | ---------------- | ---------------- | ---------------- | ---------------- | ---------------- | ---------------- |
| 2022             | 讃岐             | 30               | J3               | 16               | 0                | -                | -                | -                | -                | 16               | 0                |
| 2023             | 讃岐             | 30               | J3               | 0                | 0                | -                | -                | 1                | 0                | 1                | 0                |
| 2024             | 三重             | 3                | JFL              | 21               | 0                | -                | -                | 1                | 0                | 22               | 0                |
| 通算             | 日本             | 日本             | J3               | 16               | 0                | -                | -                | 1                | 0                | 17               | 0                |
| 通算             | 日本             | 日本             | JFL              | 21               | 0                | -                | -                | 1                | 0                | 22               | 0                |
| 総通算           | 総通算           | 総通算           | 総通算           | 37               | 0                | -                | -                | 2                | 0                | 39               | 0                |

## 代表・選抜歴
- 2015年 U-16日本代表[7]